# Ікла

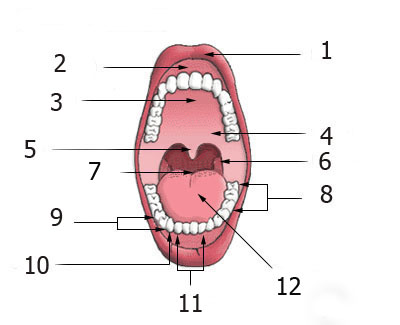
Ротова порожнина:
1. Верхня губа (Labium superius)
2. Ясна (Gingiva)
3. Тверде піднебіння (Palatum durum)
4. М'яке піднебіня (Palatum molle)
5. Язичок (Uvula palatina)
6. Піднебінний мигдалик (Tonsilla palatina)
7. Перешийок горла (Isthmus faucium)
8. Великі корінні зуби (Dentates molares)
9. Малі корінні зуби (Dentates premolares)
10. Ікла (Dentes canini)
11. Різці (Dentes incisivi)
12. Язик (Lingua)

Ікла — конусоподібні зуби, які служать для розривання й утримання їжі.
У людей й інших ссавців ікла розташовуються між різцями та корінними зубами.
Крім участі в травній системі, ікла також використовуються тваринами для оборони.
У отруйних змій ікла порожнисті усередині і використовуються для виділення отрути а з отруйних залоз.

Ікла тварин
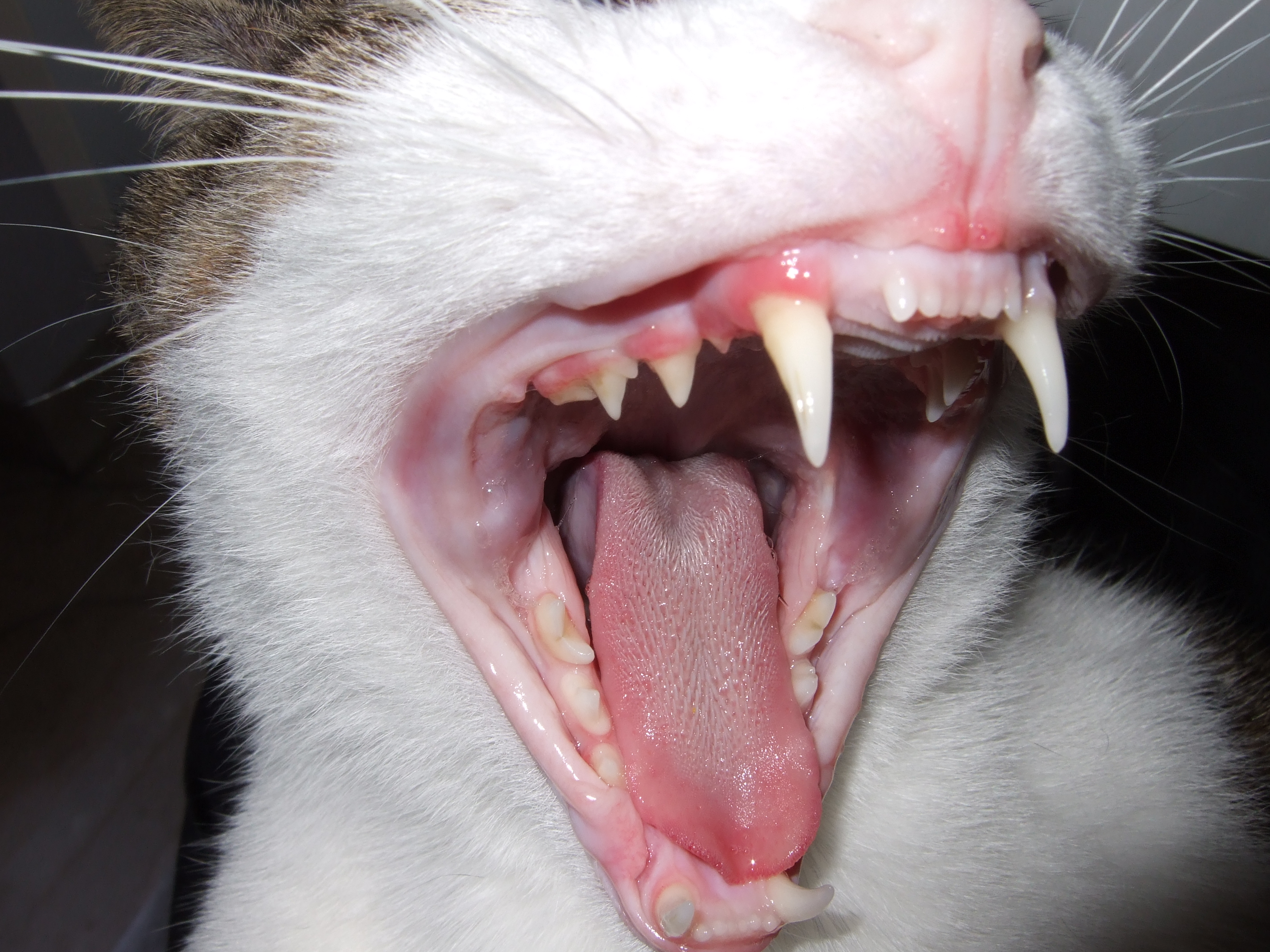
Ікла кота
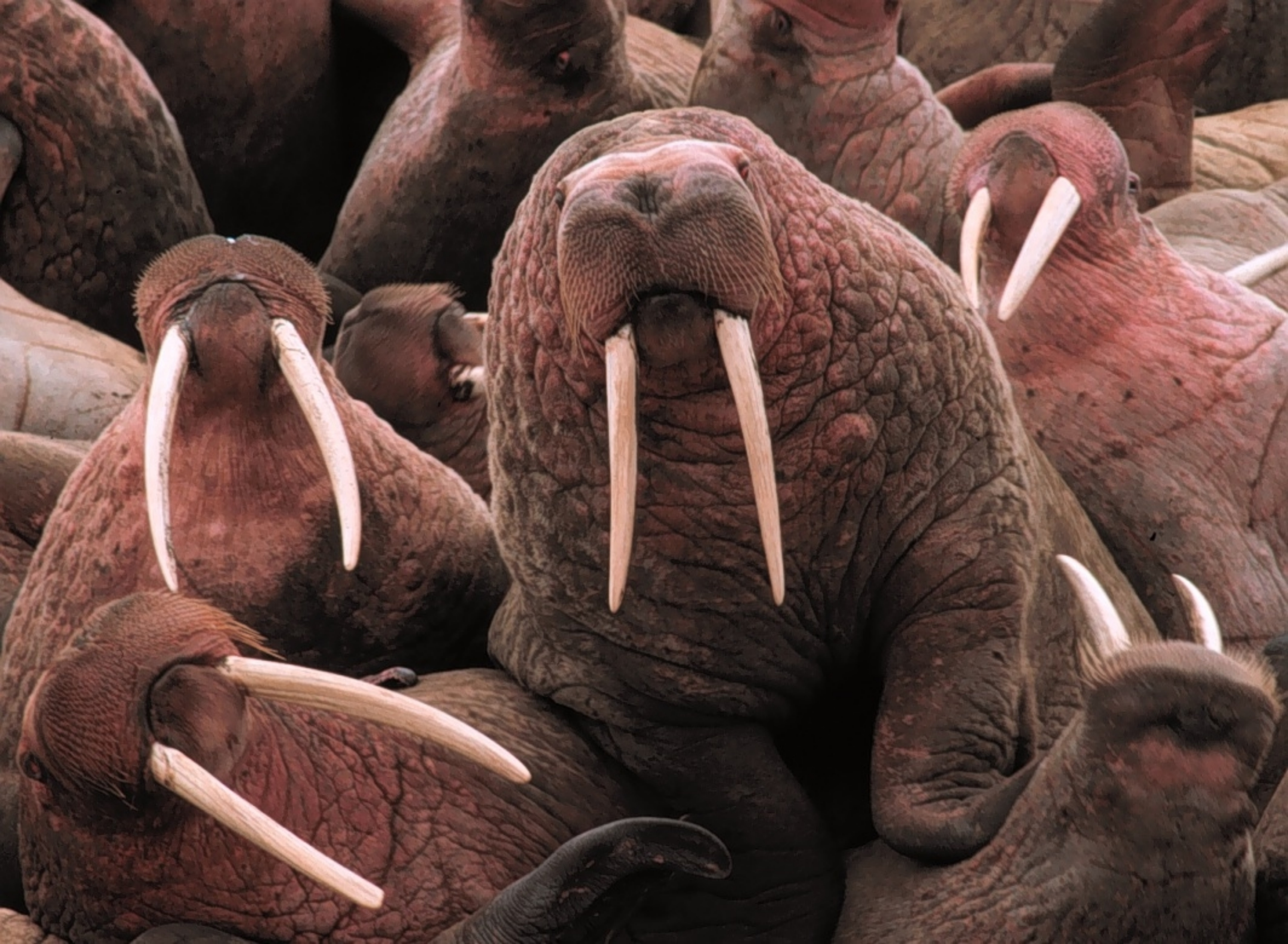
Ікла (бивні) моржів
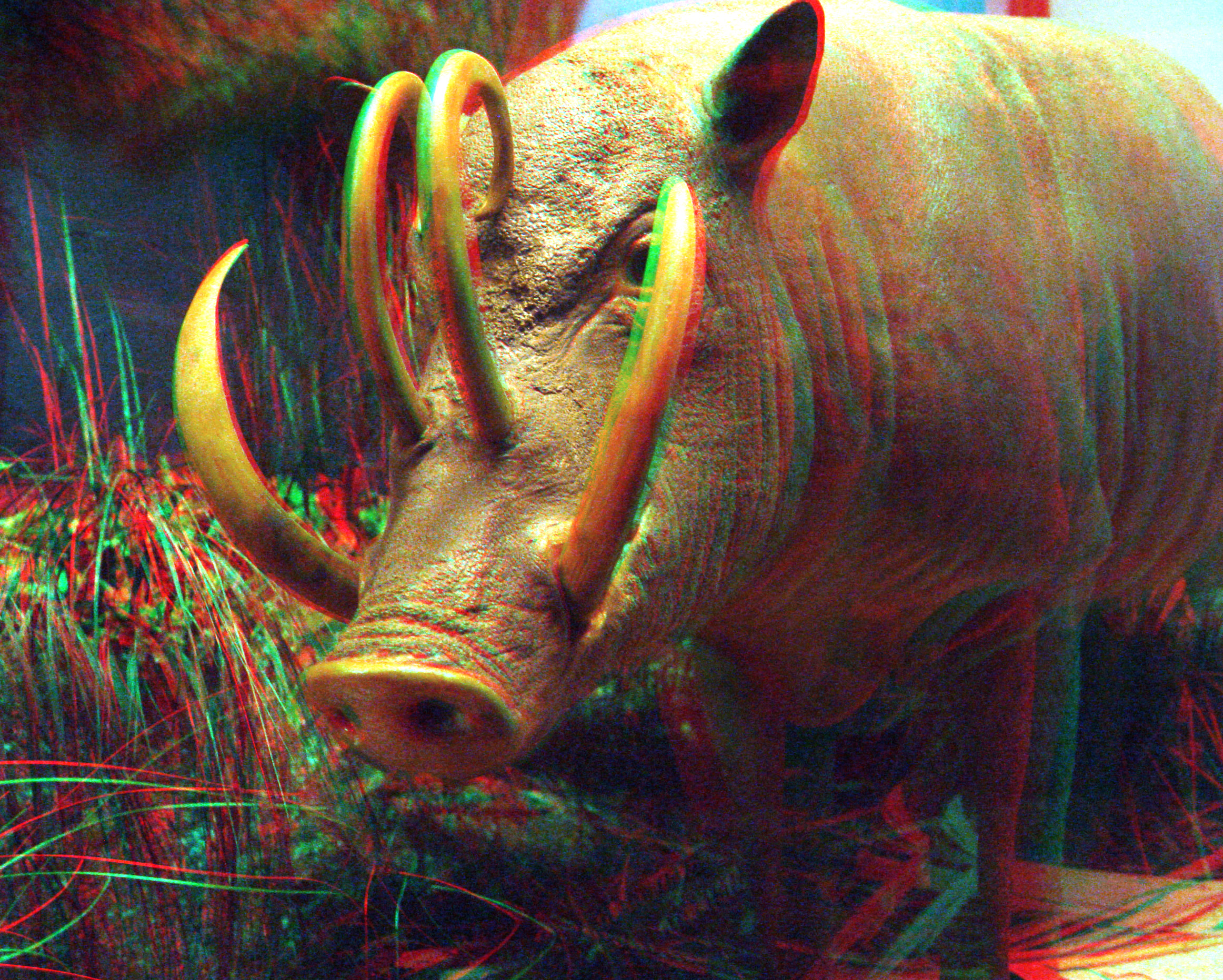
Ікла самця бабіруси

## Ікла людини

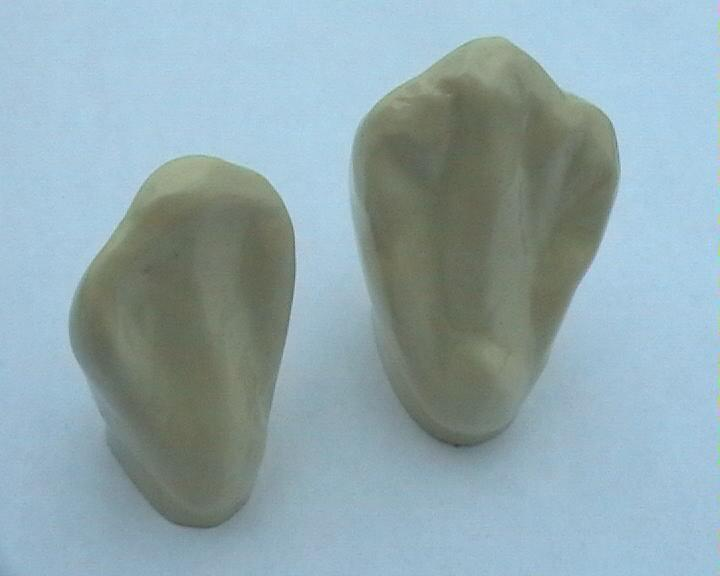
Ікла людини

У людини 4 ікла, по два на кожній щелепі. Це треті зуби від середньої лінії, які завершують фронтальну групу зубів. Ікла щодо різців подовжені. Вони мають списоподібну коронку, з потовщенням у вигляді поздовжнього вестибулярного валика. Ікла також забезпечують підтримання каркаса для колового м'яза рота.
Антропометрична точка, яка відповідає вершині рвущого горбка ікла називається канінон (лат. caninon).
Ікла рідше уражаються карієсом, ніж жувальні зуби через те, що на їх поверхні немає ямок, поглиблень і інших нерівностей, в яких би накопичувалися залишки їжі, а також через товстіший шар дентину.

## Використання іклів

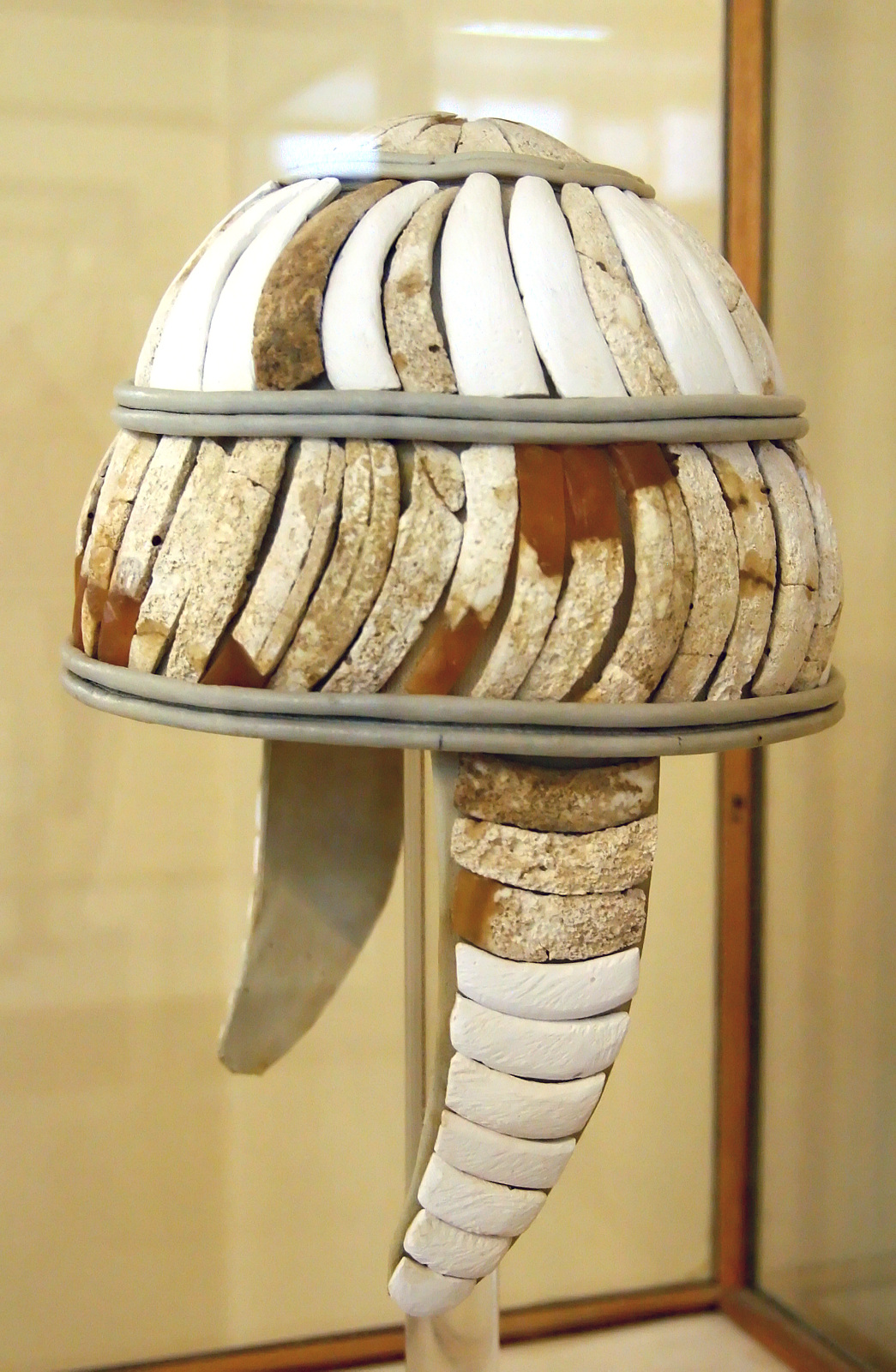
Шолом з іклів кабана

В Стародавній Греції в кінці бронзової доби з іклів дикого кабана виготовляли шоломи.
Ікла використовувалися різними народами як амулети, обереги і в магічній практиці. Ікла підвішували до колиски хлопчика, щоб виховати в ньому мужність.